# Marszałek senior

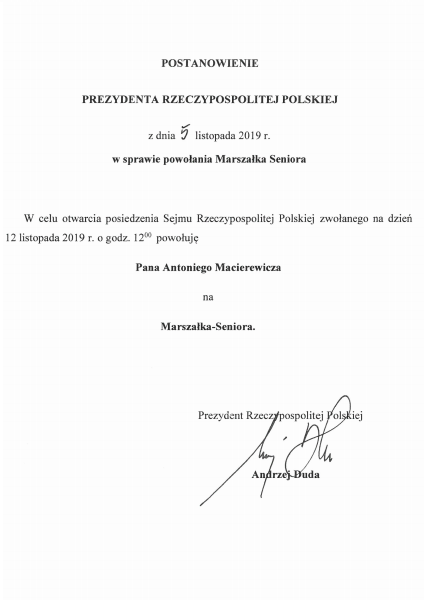
Postanowienie prezydenta Andrzeja Dudy o powołaniu Antoniego Macierewicza na marszałka seniora Sejmu IX kadencji (2019)

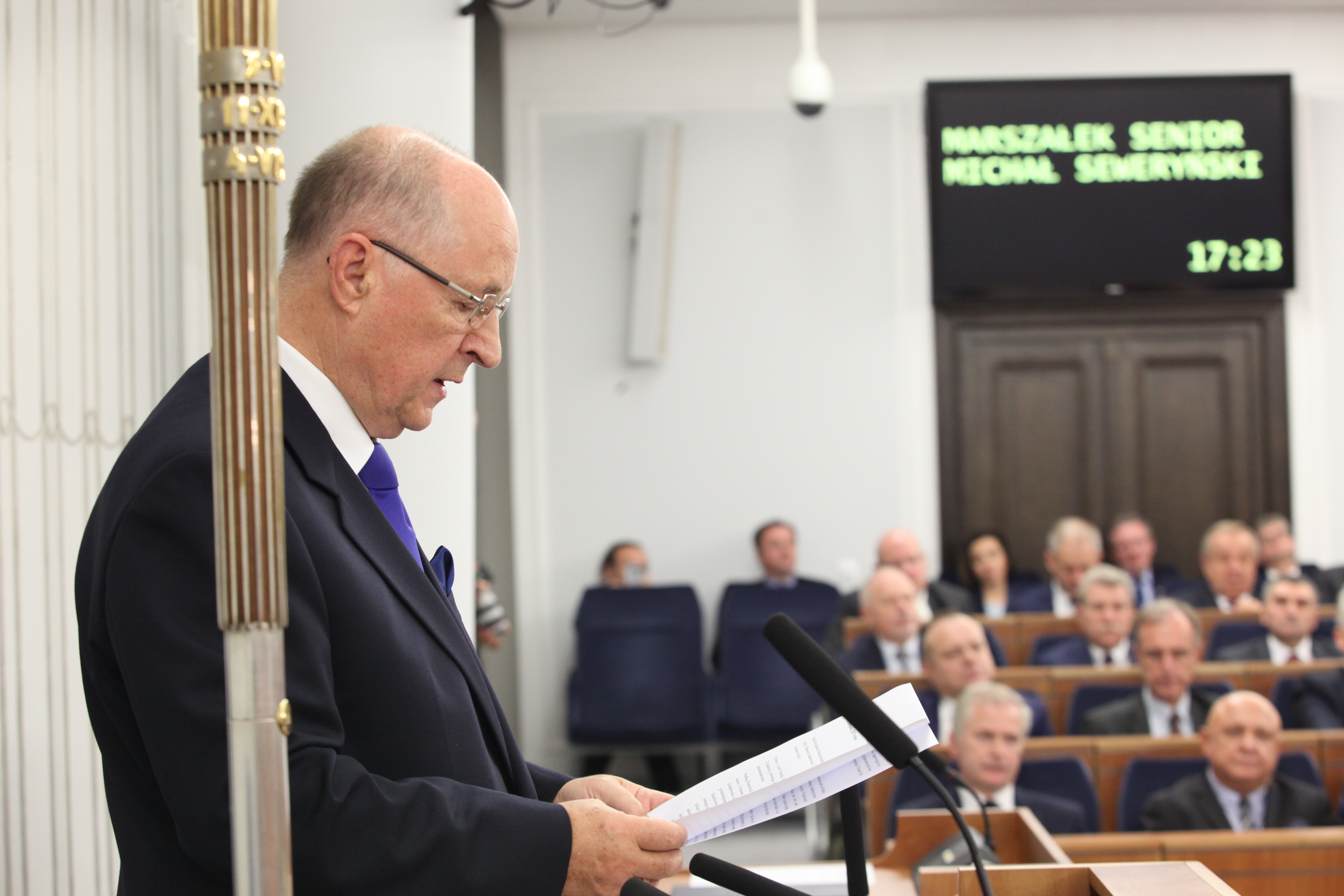
Michał Seweryński jako marszałek senior Senatu IX kadencji

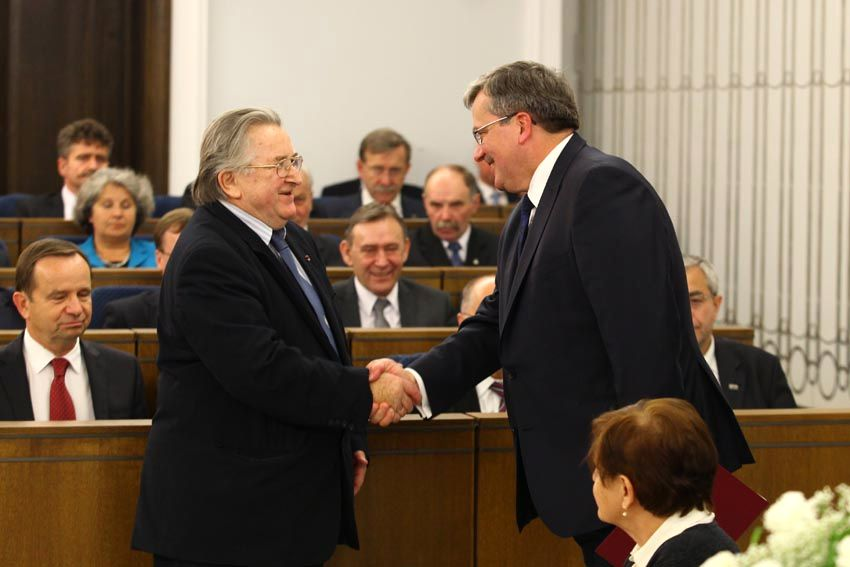
Marszałek senior Senatu VIII kadencji Kazimierz Kutz z prezydentem Bronisławem Komorowskim

Marszałek senior – w polskim parlamencie jeden z najstarszych wiekiem i stażem posłów na Sejm oraz najstarszy wiekiem senator, powoływani przez prezydenta RP do prowadzenia pierwszych po wyborach posiedzeń obu izb do czasu wybrania marszałka Sejmu i marszałka Senatu. 
Instytucja marszałka seniora jest szczególną i tymczasową formą wykonywania przez posła i senatora niektórych kompetencji marszałków (odpowiednio: Sejmu i Senatu). Pełnienie zadań marszałka seniora stanowi wyróżnienie i ma wymiar prestiżowy. 

## Opis
Regulacje dotyczące powoływania marszałka seniora i jego zadań znajdują się w regulaminie Sejmu i regulaminie Senatu. Zastosowano w nich różną pisownię instytucji marszałka seniora (odpowiednio z dywizem i bez). W obu regulaminach jest ona pisana wielkimi literami. 
Zgodnie z art. 1 ust. 1 regulaminu Sejmu Marszałek-Senior jest powołany przez prezydenta spośród najstarszych wiekiem posłów. Głowa państwa, z szerokiego grona najstarszych wiekiem parlamentarzystów, może wskazać na osobę wyróżniającą się najdłuższym stażem poselskim. Tym uzasadnił swój wybór prezydent Andrzej Duda w orędziu z dnia 6 listopada 2023, obwieszczając powołanie na Marszałka Seniora pierwszego posiedzenia Sejmu X kadencji posła PSL Marka Sawickiego, który "ma najdłuższy staż poselski. Reprezentuje swoich wyborców w Sejmie nieprzerwanie od 30 lat!". Otwierając obrady Sejmu X kadencji był najmłodszym Marszałkiem-Seniorem w historii polskiego parlamentaryzmu po 1989 roku (w 2023 rocznikowo miał 65 lat). Prezydent ma zatem tutaj pewną swobodę, a przy podejmowaniu decyzji nie ma obowiązku konsultowania lub opiniowania wyboru osoby posła. Powołanie przez prezydenta marszałka seniora nie wymaga również kontrasygnaty Prezesa Rady Ministrów. Prezydent nie jest tutaj związany żadnymi terminami, jednak powołanie marszałka seniora musi nastąpić przed zebraniem się posłów na pierwsze posiedzenie. 
Z kolei zgodnie z regulaminem Senatu (art. 30 ust. 2 i 3) na przewodniczącego pierwszego posiedzenia Senatu  (Marszałka Seniora) prezydent powołuje najstarszego wiekiem senatora, a w razie przeszkody funkcję tę obejmuje kolejny wiekiem senator. 
Decyzja o powołaniu marszałków seniorów obu izb jest ogłaszana przez prezydenta zwykle w formie postanowienia.
Marszałkowie seniorzy prowadzą obrady przez pierwszą część pierwszych po wyborach posiedzeń izb, podczas których odbywają się ślubowania posłów i senatorów oraz wybory marszałków. Jednak 19 października 2005 na pierwszym posiedzeniu Sejmu V kadencji z przyczyn politycznych (rywalizacja wyborcza kandydatów na prezydenta, Donalda Tuska i Lecha Kaczyńskiego przed II turą wyborów przypadających na 23 października 2005) kluby parlamentarne Platforma Obywatelska i Prawo i Sprawiedliwość nie były w stanie uzgodnić między sobą kandydata na marszałka Sejmu. W tej sytuacji na wniosek PiS, poparty przez większość posłów (237 przeciw 215), marszałek senior Józef Zych (PSL) ogłosił przerwę w obradach do 26 października 2005. W następstwie tego marszałek senior pełnił tę funkcję od 19 października 2005 do 26 października 2005, zaś konstytucyjny urząd Marszałka Sejmu pozostawał w tym czasie opróżniony. Dopiero 26 października 2005 wybrano nowego marszałka Marka Jurka, któremu marszałek senior przekazał laskę marszałkowską.

## Marszałkowie seniorzy II RP

### Sejm Ustawodawczy
- Sejm Ustawodawczy: Ferdynand Radziwiłł

### Sejm
- Sejm I kadencji: Kazimierz Brownsford (Związek Ludowo-Narodowy)
- Sejm II kadencji: Jakub Bojko (Bezpartyjny Blok Współpracy z Rządem)
- Sejm III kadencji: Andrzej Lubomirski (BBWR)
- Sejm IV kadencji: Lucjan Żeligowski (BBWR)
- Sejm V kadencji: ze względów politycznych posiedzenie otworzył nie najstarszy wiekiem poseł, a płk Stanisław Skwarczyński (Obóz Zjednoczenia Narodowego)

### Senat
- Senat I kadencji: Bolesław Limanowski (Polska Partia Socjalistyczna)
- Senat II kadencji: Bolesław Limanowski (PPS), ze względów politycznych do czasu wyboru prezydium obrady prowadził Maksymilian Thullie (Polskie Stronnictwo Chrześcijańskiej Demokracji)
- Senat III kadencji: Maksymilian Thullie (PSChD)
- Senat IV kadencji: Antin Horbaczewski (BBWR)
- Senat V kadencji: Leon Wolf (OZN)

### Sejm Śląski
- Sejm Śląski I kadencji: Janina Omańkowska (PSChD)
- Sejm Śląski II kadencji: Wojciech Korfanty (PSChD) w zastępstwie najstarszego wiekiem Stefana Giebla (PSChD)
- Sejm Śląski III kadencji: Teofil Różański (Narodowo-Chrześcijańskie Zjednoczenie Pracy)
- Sejm Śląski IV kadencji: Franciszek Urbańczyk (NChZP)

## Marszałkowie seniorzy Polski Ludowej

### Sejm Ustawodawczy
- Sejm Ustawodawczy: Franciszek Trąbalski (PPS)

### Sejm PRL
- Sejm I kadencji: Lucjan Rudnicki (Polska Zjednoczona Partia Robotnicza)
- Sejm II kadencji: Bolesław Drobner (PZPR)
- Sejm III kadencji: Bolesław Drobner (PZPR)
- Sejm IV kadencji: Bolesław Drobner (PZPR)
- Sejm V kadencji: Jarosław Iwaszkiewicz (bezpartyjny)
- Sejm VI kadencji: Jarosław Iwaszkiewicz (bezpartyjny)
- Sejm VII kadencji: Jarosław Iwaszkiewicz (bezpartyjny)
- Sejm VIII kadencji: Jerzy Ziętek (PZPR)
- Sejm IX kadencji: Bogdan Suchodolski (bezpartyjny)
- Sejm X kadencji: Zbigniew Rudnicki (Stronnictwo Demokratyczne)

### Senat
- Senat I kadencji: Stanisław Stomma (Obywatelski Klub Parlamentarny)

## Marszałkowie seniorzy III RP

### Sejm i Senat
| Sejm               | Sejm                    | Sejm       | Sejm                                               | Sejm                                                     |                      | Senat                | Senat              | Senat                                                      | Senat                                                                    | Senat |
| Kadencja           | Data                    | Zdjęcie    | Marszałek Senior (wiek w chwili pełnienia funkcji) | Partia polityczna                                        | Kadencja             | Data                 | Zdjęcie            | Marszałek Senior (wiek w chwili pełnienia funkcji)         | Partia polityczna                                                        |       |
| ------------------ | ----------------------- | ---------- | -------------------------------------------------- | -------------------------------------------------------- | -------------------- | -------------------- | ------------------ | ---------------------------------------------------------- | ------------------------------------------------------------------------ | ----- |
| Sejm I kadencji    | 25 listopada 1991       |            | Aleksander Małachowski (67 i 69 lat)               | Solidarność Pracy                                        | Senat II kadencji    | 26 listopada 1991    |                    | Jan Tomasz Zamoyski (79 lat)                               | Zjednoczenie Chrześcijańsko-Narodowe, Stronnictwo Narodowo-Demokratyczne |       |
| Sejm II kadencji   | 14 października 1993    | Unia Pracy | Aleksander Małachowski (67 i 69 lat)               | Senat III kadencji                                       | 15 października 1993 |                      | Jan Mulak (79 lat) | Sojusz Lewicy Demokratycznej, Polska Partia Socjalistyczna |                                                                          |       |
| Sejm III kadencji  | 20 października 1997    |            | Józef Kaleta (72 lata)                             | Sojusz Lewicy Demokratycznej                             | Senat IV kadencji    | 21 października 1997 |                    | Władysław Bartoszewski (75 lat)                            | Klub Demokratyczny Senatu                                                |       |
| Sejm IV kadencji   | 19 października 2001    |            | Aleksander Małachowski (77 lat)                    | Unia Pracy                                               | Senat V kadencji     | 20 października 2001 |                    | Andrzej Wielowieyski (74 lata)                             | Blok Senat 2001, Unia Wolności                                           |       |
| Sejm V kadencji    | 19–26 października 2005 |            | Józef Zych (67 lat)                                | Polskie Stronnictwo Ludowe                               | Senat VI kadencji    | 20 października 2005 |                    | Kazimierz Kutz (76 lat)                                    | Koło Senatorów Niezależnych i Ludowych                                   |       |
| Sejm VI kadencji   | 5 listopada 2007        |            | Zbigniew Religa (69 lat)                           | Prawo i Sprawiedliwość, Stronnictwo Konserwatywno-Ludowe | Senat VII kadencji   | 5 listopada 2007     |                    | Ryszard Bender (75 lat)                                    | Prawo i Sprawiedliwość                                                   |       |
| Sejm VII kadencji  | 8 listopada 2011        |            | Józef Zych (73 lata)                               | Polskie Stronnictwo Ludowe                               | Senat VIII kadencji  | 8 listopada 2011     |                    | Kazimierz Kutz (82 lata)                                   | Koło Senatorów Niezależnych                                              |       |
| Sejm VIII kadencji | 12 listopada 2015       |            | Kornel Morawiecki (74 lata)                        | Kukiz’15                                                 | Senat IX kadencji    | 12 listopada 2015    |                    | Michał Seweryński (76 lat)                                 | Prawo i Sprawiedliwość                                                   |       |
| Sejm IX kadencji   | 12 listopada 2019       |            | Antoni Macierewicz (71 lat)                        | Prawo i Sprawiedliwość                                   | Senat X kadencji     | 12 listopada 2019    |                    | Barbara Borys-Damięcka (82 lata)                           | Platforma Obywatelska                                                    |       |
| Sejm X kadencji    | 13 listopada 2023       |            | Marek Sawicki (65 lat)                             | Polskie Stronnictwo Ludowe                               | Senat XI kadencji    | 13 listopada 2023    |                    | Michał Seweryński (84 lata)                                | Prawo i Sprawiedliwość                                                   |       |